# René Boulanger
René Boulanger (ur. 22 kwietnia 1895 w Hautmont, zm. 12 sierpnia 1949 tamże) – francuski gimnastyk, medalista olimpijski.
W 1920 r. reprezentował barwy Francji na letnich igrzyskach olimpijskich w Antwerpii, zdobywając brązowy medal w wieloboju drużynowym. 